# Aspidoscelis costatus
Aspidoscelis costatus (західномексиканський батогохвіст) — вид ящірок родини теїдових (Teiidae). Ендемік Мексики.

## Підвиди
Виділяють вісім підвидів:
- Aspidoscelis costatus barrancorum (Zweifel, 1959);
- Aspidoscelis costatus costatus (Cope, 1878);
- Aspidoscelis costatus griseocephalus (Zweifel, 1959);
- Aspidoscelis costatus huico (Zweifel, 1959);
- Aspidoscelis costatus mazatlanensis (Zweifel, 1959);
- Aspidoscelis costatus nigrigularis (Zweifel, 1959);
- Aspidoscelis costatus occidentalis (Gadow, 1906);
- Aspidoscelis costatus zweifeli (Duellman, 1960).

## Поширення і екологія
Західномексиканські батогохвости поширені від прибережної рівнини на південному сході Сонори та південного заходу Чіуауа на південь через тихоокеанську прибережну рівнину до Коліми і далі на схід через басейн Бальсаса до Пуебли і західного Веракруса. Вони живуть в тропічних листяних лісах, колючих лісах і саванах. Віддають перевагу пересіченим місцевостям, порослим чагарниками, трапляються на полях. Живляться комахами, відкладають яйця.